# セントラル・プロフソユーズ・スタジアム
セントラル・プロフソユーズ・スタジアム（ロシア語: Центральный стадион профсоюзов、英語: Central Profsoyuz Stadium ）はロシアのヴォロネジ州、ヴォロネジにある多目的スタジアム。サッカークラブのFCファーケル・ヴォロネジやFC FSAヴォロネジがホームスタジアムとして使用している。天然芝でフィールドの下に暖房が設置されている。
2010年11月17日にロシア代表とベルギー代表の親善試合(0-2)がセントラル・プロフソユーズ・スタジアムで行われた。
2011年に製作されたアマチュア女子チームに焦点を当てたコメディ映画の「Мужская женская игра」ではセントラル・プロフソユーズ・スタジアムが舞台となった。

## ギャラリー

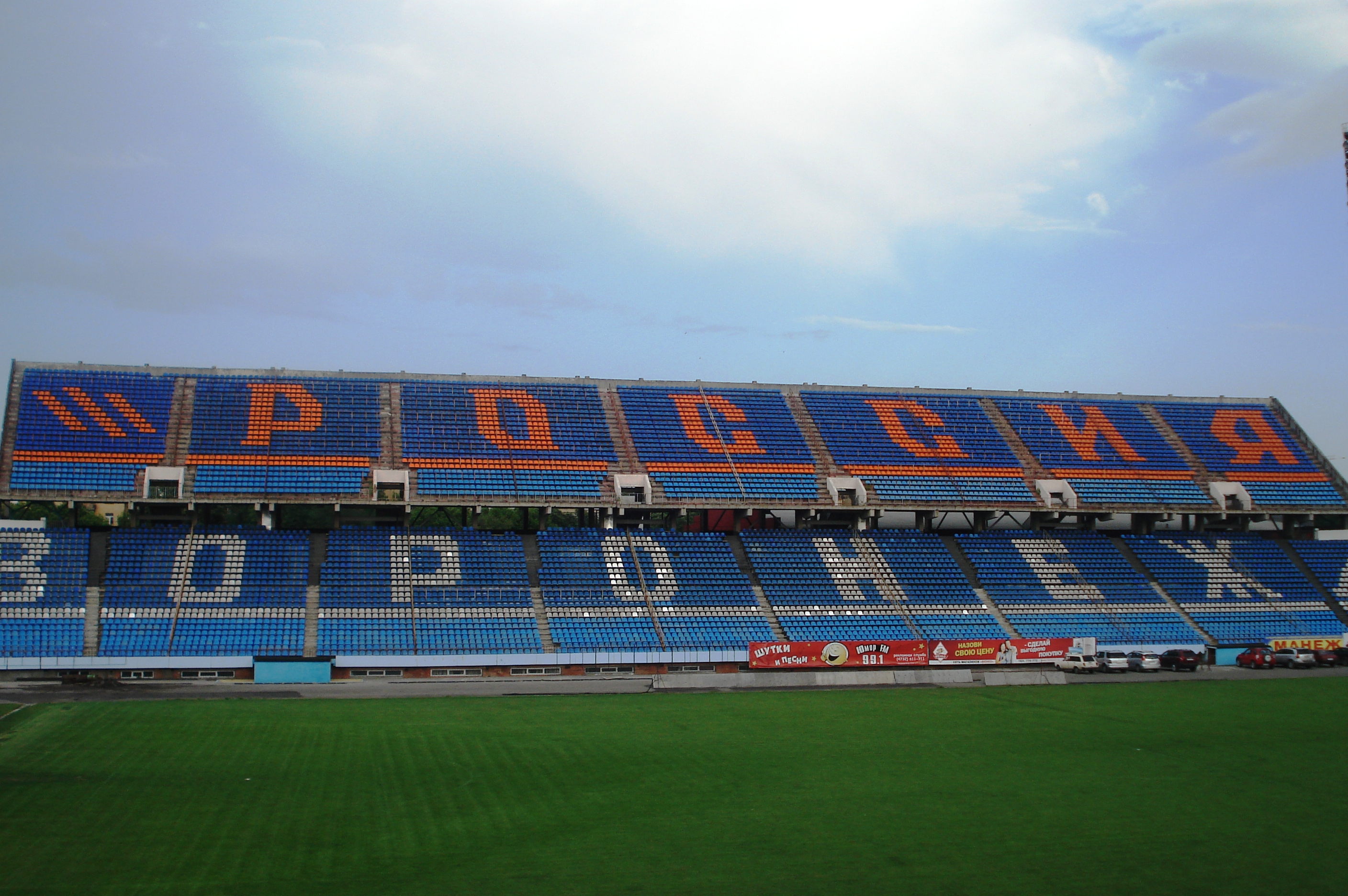
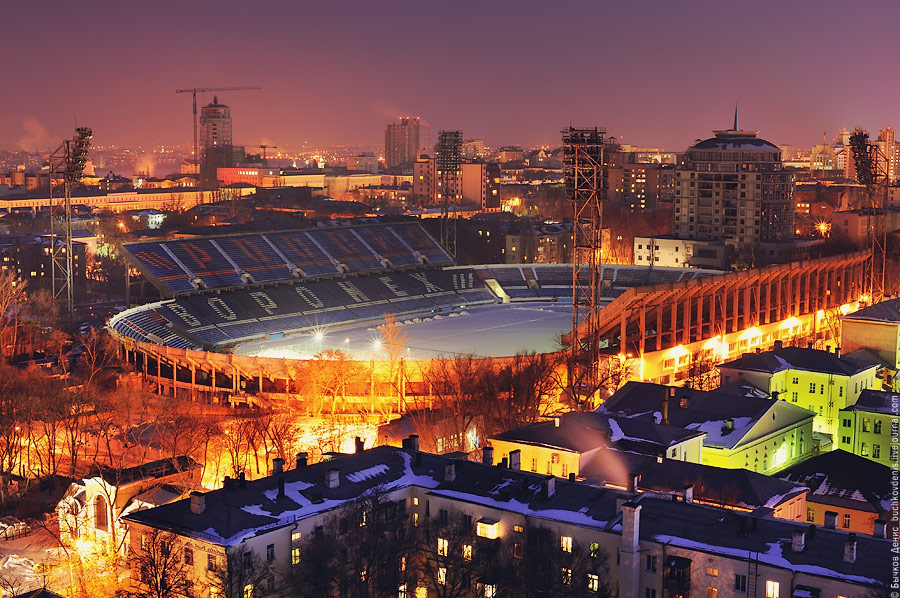